# Повсталі з попелу
Повсталі з попелу (англ. Furnace) — американський фільм жахів 2007 року.

## Сюжет
Детектив Майкл Тернер розслідує загадкові смерті, які відбуваються всередині і навколо в'язниці суворого режиму. Те, що починається як просто ще одна справа про вбивство розгортається в шалену боротьбу. Треба розкрити нез'ясовне і уникнути смерті від мстивого духу.

## У ролях
- Майкл Паре — детектив Майкл Тернер
- Джа Рул — Терренс Дюфресне
- Дженні МакШейн — доктор Ешлі Картер
- Денні Трехо — Фурі
- Том Сайзмор — Френк Міллер
- Келлі Стейблз — Карен Болдінг
- Пол Волл — Джой Роббінс
- Ковбой Трой — офіцер Трой
- Клей Стіклі — Скагс
- Тейлор Кінні — Білл Джеймісон
- Річард Коул — Саймон Ферст
- Енді Стал — Петт
- Френк Кнапп мол. — Єфрем Вайт
- Тодд Трулі — офіцер Мерфі
- Вікторія Хестер — Люсіль Вайт
- Ліндсі Реп — Рита Роббінс
- Крістофер Страндт — капітан Адамс
- Домінік Сантана — Доннер
- Д.Дж. Нейлор — DJ
- Маффі Болдінг — Поллі
- Джонні Оберг мол. — офіцер ДіСальво
- Веслі Мерфі — молодий Саймон Ферст
- Л. Мішель Хестер — Саманта